# Крищук Василь Юрійович
Васи́ль Ю́рійович Крищу́к (26 березня 1982 — 18 серпня 2018) — старший солдат Збройних сил України, учасник російсько-української війни.

## Життєпис
Народився 1982 року в місті Володимир-Волинський (Волинська область); 1999-го закінчив Володимир-Волинське ВПУ за фахом будівельника. Під час військової служби брав участь у миротворчій місії в Іраку. Був активістом ВО «Свобода»; учасник Революції Гідності.
У липні 2014 року пішов добровольцем на фронт в складі БПСМОП «Січ», позивний «Скіт». Восени 2017-го вступив на військову службу за контрактом в ЗСУ; старший солдат 3-го механізованого батальйону 14-ї бригади.
18 серпня 2018 року вранці загинув під час обстрілу спостережного посту в районі поселення Золоте-4 (входить до складу міста Золоте Попаснянського району) — командир спостережного пункту Крищук першим прийняв бій з ДРГ терористів, що діяла під прикриттям вогню із автоматичних гранатометів; загинув від кулі в серце, яка увійшла з боку від бронежилета, ще один боєць зазнав поранення.
Похований на міському Федорівському кладовищі у Володимирі-Волинському.
Без Василя лишилися мама, дружина Лілія та двоє синів — Вадим 2011 р.н. і Тарас 2014 р.н.

## Нагороди та вшанування
- указом Президента України № 47/2019 від 28 лютого 2019 року «за особисту мужність і самовіддані дії, виявлені у захисті державного суверенітету та територіальної цілісності України, зразкового виконання військового обов'язку» — нагороджений орденом «За мужність» III ступеня (посмертно)[1].
- Почесний громадянин міста Володимира-Волинського (посмертно)
- відзнака міської ради «За заслуги перед містом Володимир-Волинський» (посмертно).